# Жамбыл (Наурзумский район)
Жамбыл (каз. Жамбыл) — село в Наурзумском районе Костанайской области Казахстана. Входит в состав Карамендинского сельского округа. Находится у восточной окраины районного центра, села Караменды. Код КАТО — 395830300.

## Население
В 1999 году население села составляло 274 человека (139 мужчин и 135 женщин). По данным переписи 2009 года, в селе проживали 154 человека (77 мужчин и 77 женщин).